# 健身器材

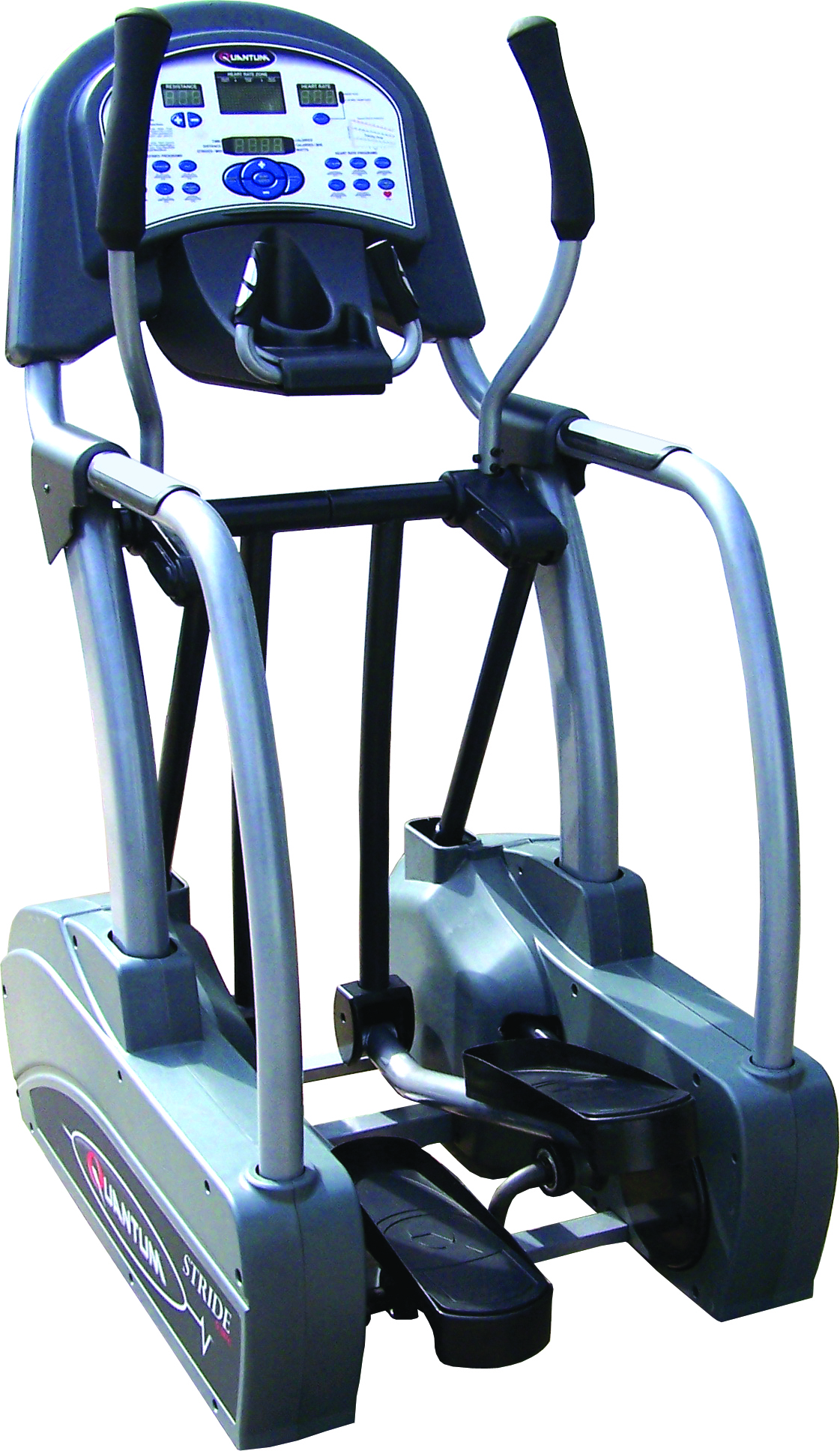
一種健身器材

健身器材是指用于體能鍛煉的机器。健身器材的類型多種多樣，有些較為簡陋的設施类似弹簧，稍微複雜些的有计算机化的机电设备、跑步機以及游泳池。比較高階的健身器材會装有测力计。测力计是一种用于测量人在锻炼时所做的功的设备，同時還能用于训练或進行心臟壓力測試以及其他医学测试。